# Аппий Клавдий Пульхр (консул 79 года до н. э.)
А́ппий Кла́вдий Пульхр (лат. Appius Claudius Pulcher; умер в 76 году до н. э., Македония, Римская республика) — древнеримский военачальник и политический деятель из патрицианского рода Клавдиев Пульхров, консул 79 года до н. э. В 77—76 годах до н. э. воевал с фракийцами в Македонии.

## Происхождение
Аппий Клавдий принадлежал к одному из самых знатных и влиятельных патрицианских родов Рима, имевшему сабинское происхождение. Первым носителем когномена Пульхр («Красивый») стал предполагаемый прадед Аппия Публий, один из сыновей Аппия Клавдия Цека и консул 249 года до н. э. У отца и деда Аппия, согласно Капитолийским фастам, были преномены Аппий и Гай соответственно; предположительно Аппий-старший — это консул 143 года до н. э..
Братом Аппия-младшего был Гай Клавдий Пульхр, консул 92 года до н. э. На сестре Аппия был женат Тиберий Семпроний Гракх.

## Биография
Свою карьеру Аппий Клавдий начал с должности монетария приблизительно в 100 году до н. э. Позже он претендовал на эдилитет, но потерпел поражение на выборах, несмотря на поддержку старшего брата. В последующие годы Пульхр всё-таки стал эдилом (предположительно в 91 году до н. э.), а в 89 году до н. э., во время Союзнической войны, он занимал должность претора. В 87 году до н. э. Некто Аппий Клавдий командовал армией в Кампании, осаждавшей город Нола, и исследователи предполагают, что речь идёт о Пульхре. Изгнанный из Рима консул Луций Корнелий Цинна склонил эту армию на свою сторону, несмотря на сопротивление Аппия. В ходе гражданской войны Цинна и присоединившийся к нему Гай Марий заняли Рим; после этого один из народных трибунов приказал Пульхру явиться в столицу, а когда тот не выполнил приказ, лишил его империя.
С этого момента Аппий был изгнанником. Очередные цензоры, Луций Марций Филипп и Марк Перперна, не включили его в список сенаторов (86 год до н. э.), и предположительно после этого Пульхр уехал на Восток — к главному врагу марианцев Луцию Корнелию Сулле. Последний одержал победу в очередной гражданской войне и установил диктатуру (82 год до н. э.). Благодаря Сулле Аппий снова стал сенатором и получил консулат на 79 год до н. э. — совместный с плебеем Публием Сервилием Ватией, двоюродным братом его жены.
По истечении консульских полномочий Пульхр направился было в Македонию, ставшую его провинцией, но в Таренте был вынужден надолго задержаться из-за болезни. Предположительно после этого он на время вернулся в Рим и в начале 77 года до н. э. был назначен интеррексом для проведения выборов. Позже он всё-таки оказался в Македонии, страдавшей в те годы от набегов фракийского племени скордисков. По данным эпитоматора Тита Ливия, Аппий разбил врага в нескольких сражениях; Орозий же сообщает, что проконсул «обрёк себя на массу неудач». В разгар войны он умер от болезни.

## Семья
Аппий Клавдий был женат на Цецилии Метелле — дочери Квинта Цецилия Метелла Балеарского либо его брата Луция Цецилия Метелла Диадемата. В этом браке родились трое сыновей и три дочери. Старший сын, Аппий, был консулом в 54 году до н. э.; второй, Гай, прошёл карьеру до претуры (56 год до н. э.); третий, Публий, перешёл в плебс и стал известен как Публий Клодий Пульхр, народный трибун 58 года до н. э. и заклятый враг Марка Туллия Цицерона. Дочери Аппия были жёнами Квинта Марция Рекса, Луция Лициния Лукулла и Квинта Цецилия Метелла Целера.